# بی‌سی‌پی‌ال
بی سی پی ال (به انگلیسی: Basic Combined Programming Language-BCPL) یک زبان برنامه‌نویسی کامپیوتری است که توسط Martin Richards از دانشگاه کمبریج (Cambridge) در سال ۱۹۶۶ طراحی شد.

## طراحی
بی سی پی ال در ابتدا با هدف نوشتن کامپایلر برای سایر زبانها طراحی شده بود، هم‌اکنون استفاده از بی سی پی ال معمول نمی‌باشد. اما هنوز تأثیر آن به خاطر زبان B احساس می‌شود، زبانی که زبان برنامه نویسی C روی آن پایه‌گذاری شده‌است.